# Urusei yatsura - Lum no wedding bell
Urusei yatsura - Lum no wedding bell (うる星やつら ラムのウェディングベル?, Urusei yatsura - Ramu no wedingu beru, "Gente rumorosa - La campana nuziale di Lamù") è un videogioco a piattaforme arcade con scorrimento orizzonale e verticale, pubblicato da Jaleco nel 1986 esclusivamente in Giappone. Per ragioni sconosciute, quando il videogioco fu pubblicato nella sua versione per arcade non fu ottenuta la licenza per lo sfruttamento del franchise Lamù, da qui il nuovo titolo Momoko 120% (モモコ120%?, Momoko hyaku-ni-jū pāsento) ed alcuni cambiamenti grafici, benché il tema musicale dell'anime si sentisse per tutti i livelli. Il nome Urusei yatsura - Lum no wedding bell fu ripristinato quando il gioco fu pubblicato per NES.

## Trama
La trama del gioco ruota intorno ad un terribile terremoto che ha colpito Tomobiki-cho (la città giapponese in cui si svolge la serie Lamù) e ha sconvolto il continuum spazio temporale, costringendo Lamù a viaggiare nel tempo per ritrovare il suo amato Ataru Moroboshi, con il quale alla fine del gioco si unirà in matrimonio.

## Modalità di gioco
Nel videogioco il giocatore controlla il personaggio di Lamù, muovendolo all'interno di sei location. Bisogna ogni volta trovare l'uscita, evitando vari nemici. Nel passaggio da un livello ad un altro Lamù appare sempre più grande in fatto di età: all'inizio ha 4 anni. L'ultimo livello è ambientato nella cappella, con la protagonista ormai ventenne.